# Reparata and the Delrons
Reparata and the Delrons sono state un girl group vocale statunitense in auge negli anni sessanta.
Il gruppo si formò nel 1962 nella St. Brendan's Catholic School di Brooklyn sotto la guida di Mary Aiese, che adottò il nome d'arte di "Reparata" in onore di una suora che era stata sua insegnante.
Oltre alla Aiese, il gruppo era formato da Nanette Licari, Regina Gallagher e Anne Fitzgerald, sostituite poi da Sheila Reilly, Carol Drobnicki e Cathy Romeo (quest'ultima fu presto rimpiazzata con Marge McGuire).
Il loro primo successo fu Whenever a teenager cries (1964), seguito da Tommy e It's waiting there for you (1967). Nel 1968 incisero Captain of your ship, che riscosse un grande successo in Europa piazzandosi al tredicesimo posto della Official Singles Chart.
Nel 1969 Mary Aiese si sposò e abbandonò il gruppo: Lorraine Mazzola divenne la nuova voce leader del gruppo, ma la band si sciolse nel 1973.
Mary Aiese riunì il gruppo nel 1978 e Reparata and the Delrons si esibirono fino al 2000, quando si sciolsero definitivamente.

## Discografia

### Album in studio
- 1965 - Whenever a Teenager Cries
- 1970 - 1970 Rock and Roll Revolution
- 1981 - On the Road Again

### Raccolte
- 1993 - Whenever a Teenager Cries
- 2001 - Magical Musical History Tour
- 2005 - Best of Reparata and the Delrons
- 2012 - The Best of Reparata and the Delrons

### Singoli
- 1964 - Your Big Mistake
- 1964 - Whenever a Teenager Cries
- 1965 - Tommy
- 1965 - A Summer Thought
- 1965 - I Found My Place
- 1965 - I Can Tell
- 1966 - I'm Nobody's Baby Now
- 1966 - He Don't Want You
- 1967 - The Kind of Trouble That I Love
- 1967 - I Can Hear The Rain
- 1967 - I Believe
- 1968 - Captain of Your Ship
- 1968 - Saturday Night Didn’t Happen	Panic
- 1968 - You Cant Change a Young Boys Mind
- 1968 - Heaven Only Knows
- 1969 - (That's What Sends) Men to the Bowery
- 1969 - Hold the Night
- 1969 - Walking in the Rain
- 1971 - There's So Little Time
- 1972 - Octopus's Garden
- 1972 - Captain of Your Ship
- 1974 - Whenever a Teenager Cries
- 1975 - Shoes
- 1976 - Jesabee Lancer (The Belly Dancer)
- 1976 - Your Life is Gone
- 1976 - Panic	Saturday Night Didn't Happen
- 1978 - I Go To Pieces
- 1980 - Whenever A Teenager Cries
- 1985 - Keep On
- 1986 - Our Message To The People (For The Children)
- 2016 - Panic